# غريغوري بوتانين
غريغوري نيكولايفيتش بوتانين (ولد في 4 أكتوبر1835- توفي 6 يونيو 1920) كان أنثروغرافي ومؤرخ طبيعي من روسيا. كان مستكشف في آسيا الداخلية خلال العصر الفكتوري، وكان الرائد في تصنيف العديد من النباتات المحلية في المنطقة. في أرض الوطن، كان بوتانين مؤلف وناشط سياسي وانحاز مع الحركة الانفصالية السيبيرية.

## سيرته الذاتية

### النشأة
انتسب بوتانين في فيلق باج في أومسك، مدرسة عسكرية لأطفال العوائل النبيلة.
سافر بوتانين في البداية إلى سيبيريا أثناء خدمته مع فرقة قوزاق في مدينة التاي في خمسينيات القرن التاسع عشر. عاد إلى سانت بطرسبرغ في عام 1858 لدراسة الفيزياء الرياضية. تم اعتقاله لمشاركته في المظاهرات الطلابية في عام 186، وفصل من جامعة سانت بطرسبرغ الحكومية. بعد قضائه ثلاث أشهر في قلعة بطرس وبول عاد إلى سيبيريا.
بعد خروجه من السجن، سافر إلى سيبيريا برفقة نيكولاي يادرينتسيف، حيث بدأ بالعمل كناشر. بسبب دعمه للمنطقة وللشعب السيبيري، تم اعتقاله بتهمة دعم انفصال سيبيريا في عام 1867. أدين، وحكم عليه 3 سنوات سجن وخمسة عشر سنة أعمال شاقة. فيما بعد قلصت مدة أعماله الشاقة إلى 5 سنين، وخلال هذه السنين الخمس كتب كتابًا عن تاريخ سيبيريا.
في عام 1876، قاد بوتانين بعثة متوجهة إلى منغوليا. أمضت البعثة شتاء 1876-1877 في مدينة هوفد مع البرد القارص وبمواد غذائية قليلة. في أثناء ذلك جمعت البعثة عينات بيولوجية متنوعة وأجرت أبحاثًا عرقية. انقسمت البعثة إلى قسمين عند مغادرة المدينة في منتصف مارس، 1877. ذهب بعض الأفراد إلى هان-تشاي، بينما بوتانين توجهوا إلى هامي و إلياستاي.